# Gródek nad Dunajcem

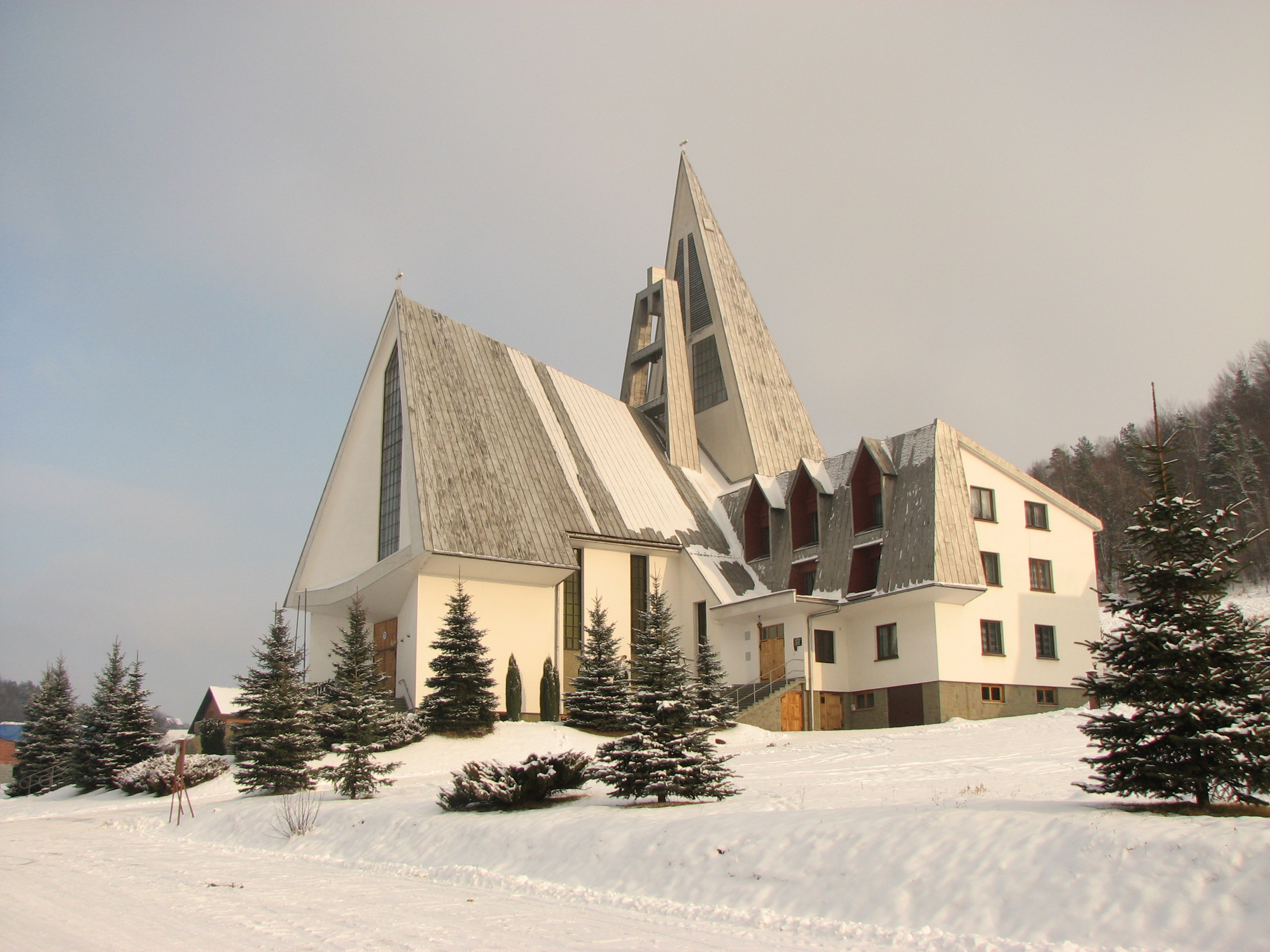
Kościół parafialny w Gródku

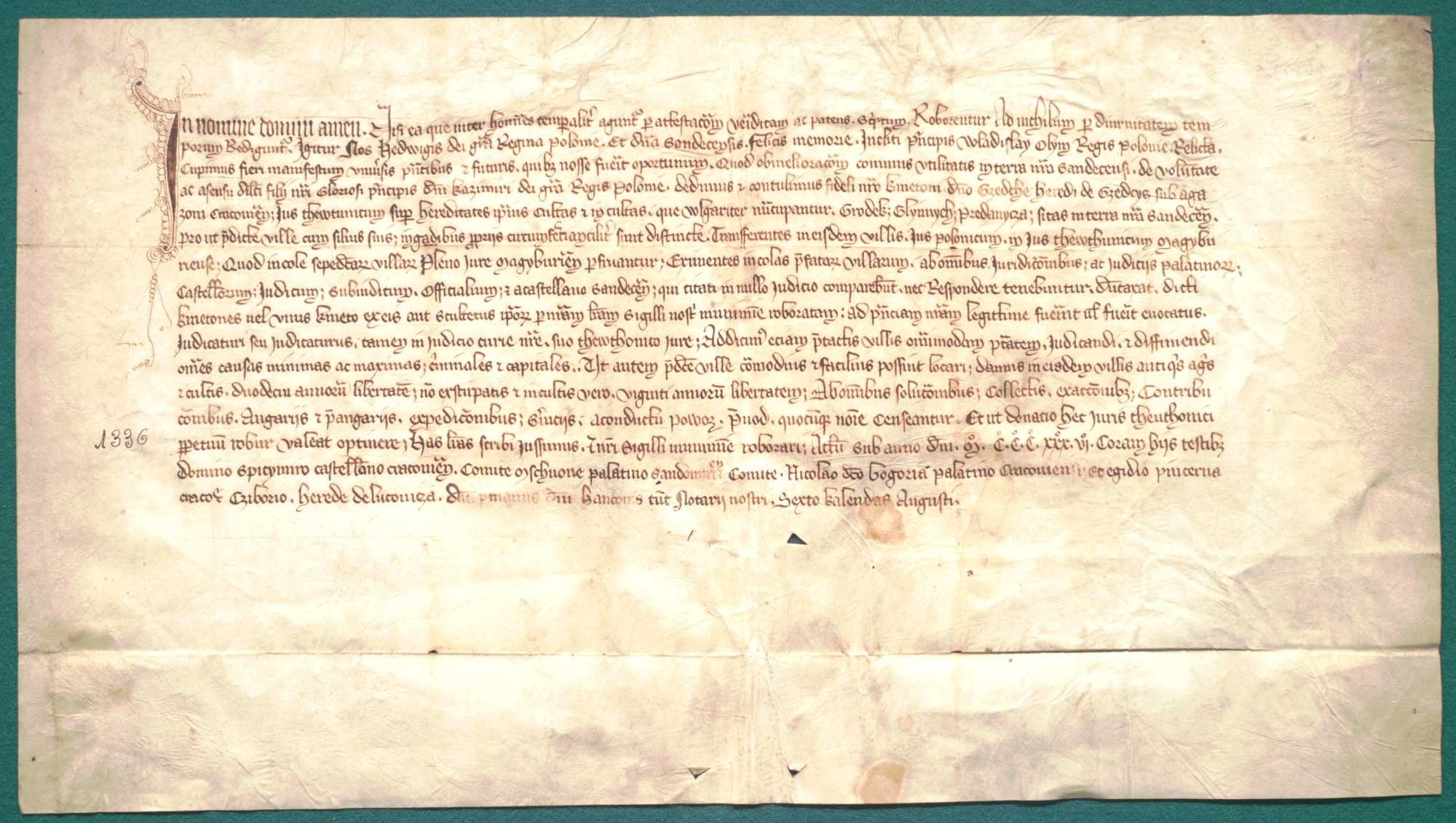
Jadwiga Bolesławówna przenosi 3 wsie podkoniuszego krakowskiego, Gedki, w ziemi sądeckiej: Gródek, Glinik i Przydonica z prawa polskiego na niemieckie, 27 lipca 1336

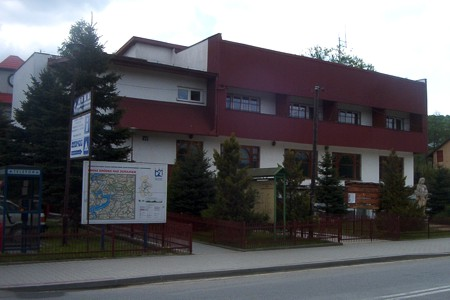
Siedziba gminy

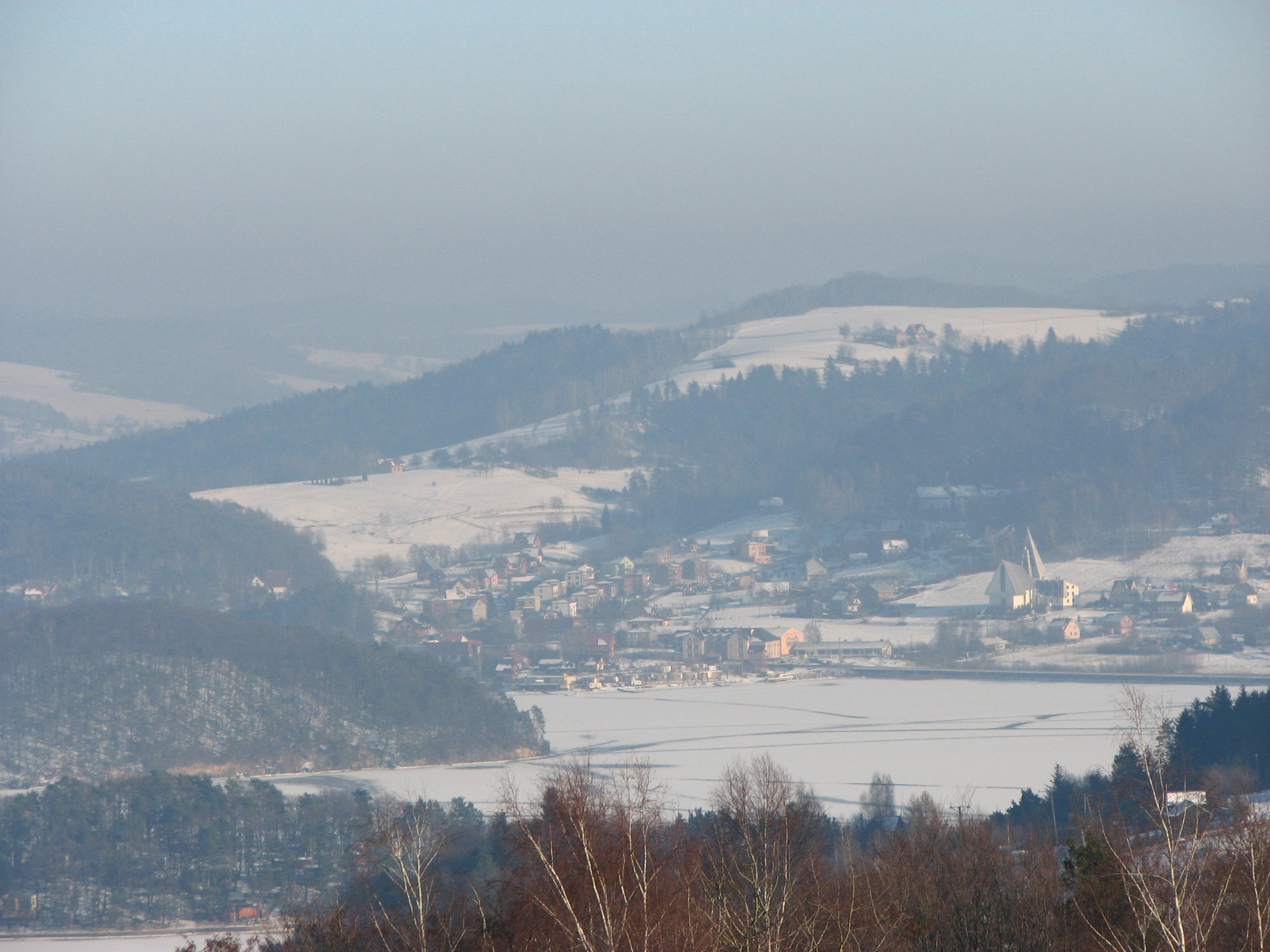
Widok na Gródek ze wsi Tabaszowa

Gródek nad Dunajcem (daw. Kobyle-Gródek) – wieś w Polsce położona w województwie małopolskim, w powiecie nowosądeckim, w gminie Gródek nad Dunajcem.
| SIMC    | Nazwa    | Rodzaj    |
| ------- | -------- | --------- |
| 0426130 | Dział    | część wsi |
| 0426147 | Kobyle   | część wsi |
| 0426153 | Koszarka | część wsi |
| 0426160 | Paryja   | część wsi |
| 0426176 | Skała    | część wsi |
| 0426182 | Zbęk     | część wsi |

W latach 1975–1998 miejscowość administracyjnie należała do województwa nowosądeckiego.

## Położenie
Miejscowość, będąca siedzibą gminy Gródek nad Dunajcem, znajduje się na Pogórzu Rożnowskim nad utworzonym na Dunajcu sztucznym Jeziorze Rożnowskim. Przebiega przez nią droga wojewódzka nr 975.

## Historia
W XIV wieku na szczycie góry Grodzisko, obecnie otoczonej wodami zbiornika wodnego, znajdował się zamek rycerski Klemensa Kurowskiego; ostatnimi właścicielami zamku byli arcybiskup gnieźnieński Mikołaj Kurowski i jego brat, kasztelan sądecki Piotr Kurowski, wzmiankowani w 1410 roku. Resztki obwałowań zamku przetrwały jeszcze do początku XX wieku.
W Kobylem-Gródku urodził się Jan Witowski (1891–1963) major piechoty Wojska Polskiego.

## Turystyka
Miejscowość ma charakter wypoczynkowy; znajdują się w niej tereny rekreacyjne, piaszczysta plaża, dogodne miejsca kąpielowe.

## Ochotnicza Straż Pożarna
Gródek nad Dunajcem posiada założoną w 1934 roku Ochotniczą Straż Pożarną, działa ona w krajowym systemem ratowniczo-gaśniczym i posiada trzy samochody bojowe Iveco Magirus Eurofire GCBARt, Peugeot Boxer GLBM oraz Toyotę Hilux SLRw
.